# جان باتيست شتال
جان باتيست شتال (بالألمانية: Johann Baptist Stahl)‏ هو نحات ألماني، ولد في 20 يونيو 1869 في بيتستشدورف في فرنسا، وتوفي في 31 يناير 1932 في ميتلاخ في ألمانيا.